# ARA Spiro (M-13)
El ARA Spiro (M-13) fue un rastreador de la clase Bouchard que sirvió en la Armada Argentina entre 1938 y 1962.

## Construcción
El Spiro fue planeado como parte de un plan para la construcción de ocho buques de su tipo, junto a los navíos Bouchard, Drummond, Robinson, Granville, Comodoro Py, Parker y Seaver.
El 7 de junio de 1937, fue botado, y siete meses después, el 19 de enero de 1938, fue incorporado a la flota, como parte de la Primera Escuadrilla de Rastreadores.

## Historia de servicio
Durante su vida de servicio realizó patrullajes, rescates, sirvió como transporte. En septiembre de 1949 participó de la búsqueda del rastreador ARA Fournier, el cual había naufragado en el estrecho de Magallanes. En 1955 formó parte de la flota que bloqueó el Puerto de Buenos Aires durante el golpe de Estado autodenominado Revolución Libertadora de 1955. En 1962, tras 24 años en operación con la Armada, el ARA Spiro fue transferido a la Prefectura Nacional Marítima, donde sirvió como barco guardacostas hasta 1975.

## Nombre
Fue el primer barco de la Armada Argentina que llevó este nombre, en homenaje a Samuel Spiro, un marino nacido en Grecia que combatió al servicio de las Provincias Unidas durante la guerra de la Independencia y murió al hundir su barco, procurando que el mismo no cayera en manos realistas.